# Ana Girardot

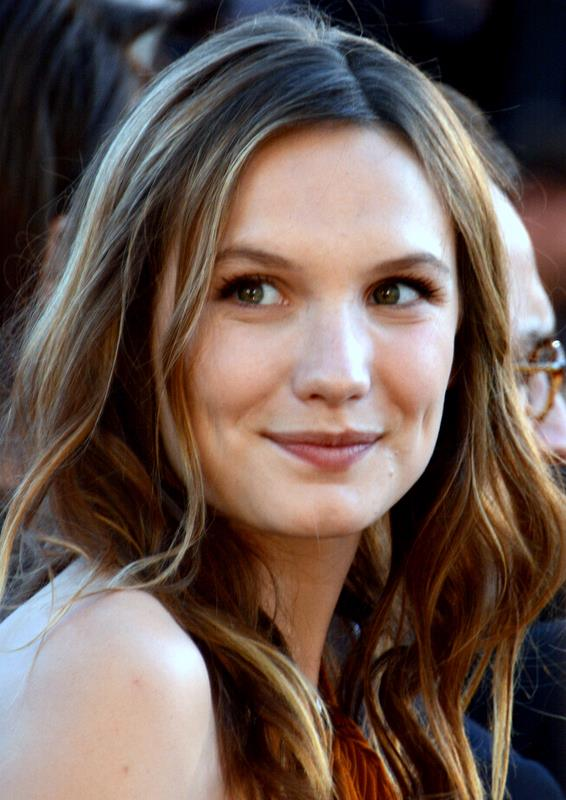
Ana Girardot (Cannes 2013)

Ana Girardot (* 1. August 1988) ist eine französische Schauspielerin.

## Leben
Ana Girardot ist die Tochter der Schauspieler Hippolyte Girardot und Isabel Otero sowie Enkelin der Maler Antonio Otero und Clotilde Vautier. Ihr Leinwanddebüt gab sie im Alter von drei Jahren an der Seite des Vaters in dem von Diane Kurys inszenierten Liebesfilm Nach der Liebe. Entgegen dem Rat der Eltern entschied sich Girardot für die Schauspielerei und studierte zwei Jahre lang in New York City. Mit der weiblichen Hauptrolle der Alice Cartier in Fabrice Goberts Jugendfilm Simon Werner fehlt gelang ihr im Jahr 2010 der Durchbruch.

## Filmografie (Auswahl)
- 1992: Nach der Liebe (Après l’amour)
- 2009: Spiritual America
- 2010: Simon Werner fehlt (Simon Werner a disparu …)
- 2010: Diane, femme flic, Fernsehserie, Episode 7x01 Étoiles filantes
- 2011: Chez Maupassant, Fernsehserie, Episode 3x03 Yvette
- 2012: My Way – Ein Leben für das Chanson (Cloclo)
- 2012: Radiostars
- 2012: Amitiés sincères
- 2012–2015: The Returned (Les Revenants), Fernsehserie, 16 Episoden
- 2014: High Society (Le beau monde)
- 2014: La prochaine fois je viserai le cœur
- 2014: Escobar: Paradise Lost
- 2015: Foujita
- 2015: Un homme idéal
- 2016: Saint Amour – Drei gute Jahrgänge (Saint Amour)
- 2017: Der Wein und der Wind (Ce qui nous lie)
- 2017: Docteur Knock – Ein Arzt mit gewissen Nebenwirkungen (Knock)
- 2017: Brennende Sonne (Soleil battant)
- 2018: Bonhomme
- 2019: Einsam Zweisam (Deux moi)
- 2020: Des feux dans la nuit
- 2020: Cinquième Set
- 2020: Grand Amour, Fernsehfilm
- 2020: La Flamme, Fernsehserie, 9 Episoden
- 2021: Ogre
- 2021–2022: Totems, Fernsehserie, 8 Episoden
- 2022: Le Flambeau, les aventuriers de Chupacabra (Le Flambeau), Fernsehserie, 4 Episoden
- 2022: La Maison - Haus der Lust (La maison)
- 2023: Babyphone
- 2023: Madame de Sévigné
- 2024: Lohn der Angst (Le salaire de la peur)
- 2024: La fièvre, Fernsehserie, 6 Episoden
- 2024: Le Comte de Monte-Cristo, Fernsehserie, 8 Episoden